# La Couvertoirade
La Couvertoirade är en kommun i departementet Aveyron i regionen Occitanien i södra Frankrike. Kommunen ligger  i kantonen Nant som ligger i arrondissementet Millau. År 2022 hade La Couvertoirade 200 invånare.

## Befolkningsutveckling
Antalet invånare i kommunen La Couvertoirade
Referens: INSEE

## Galleri

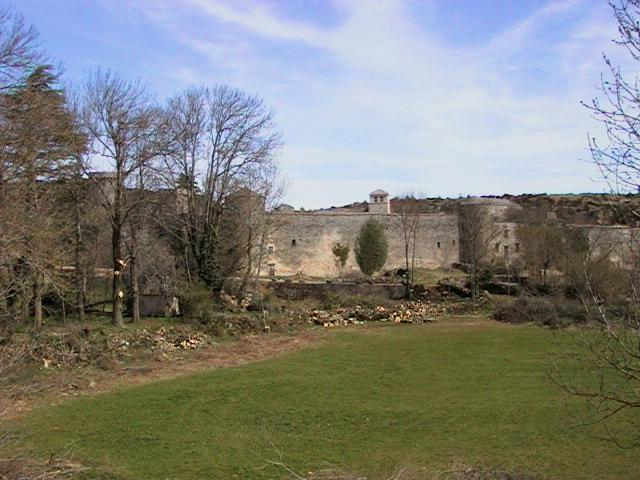
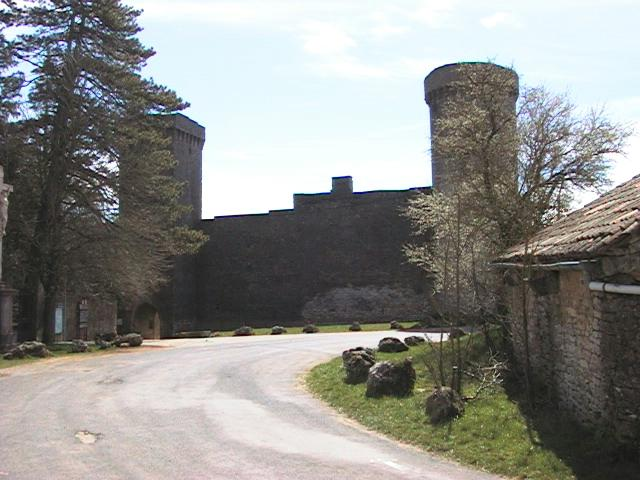
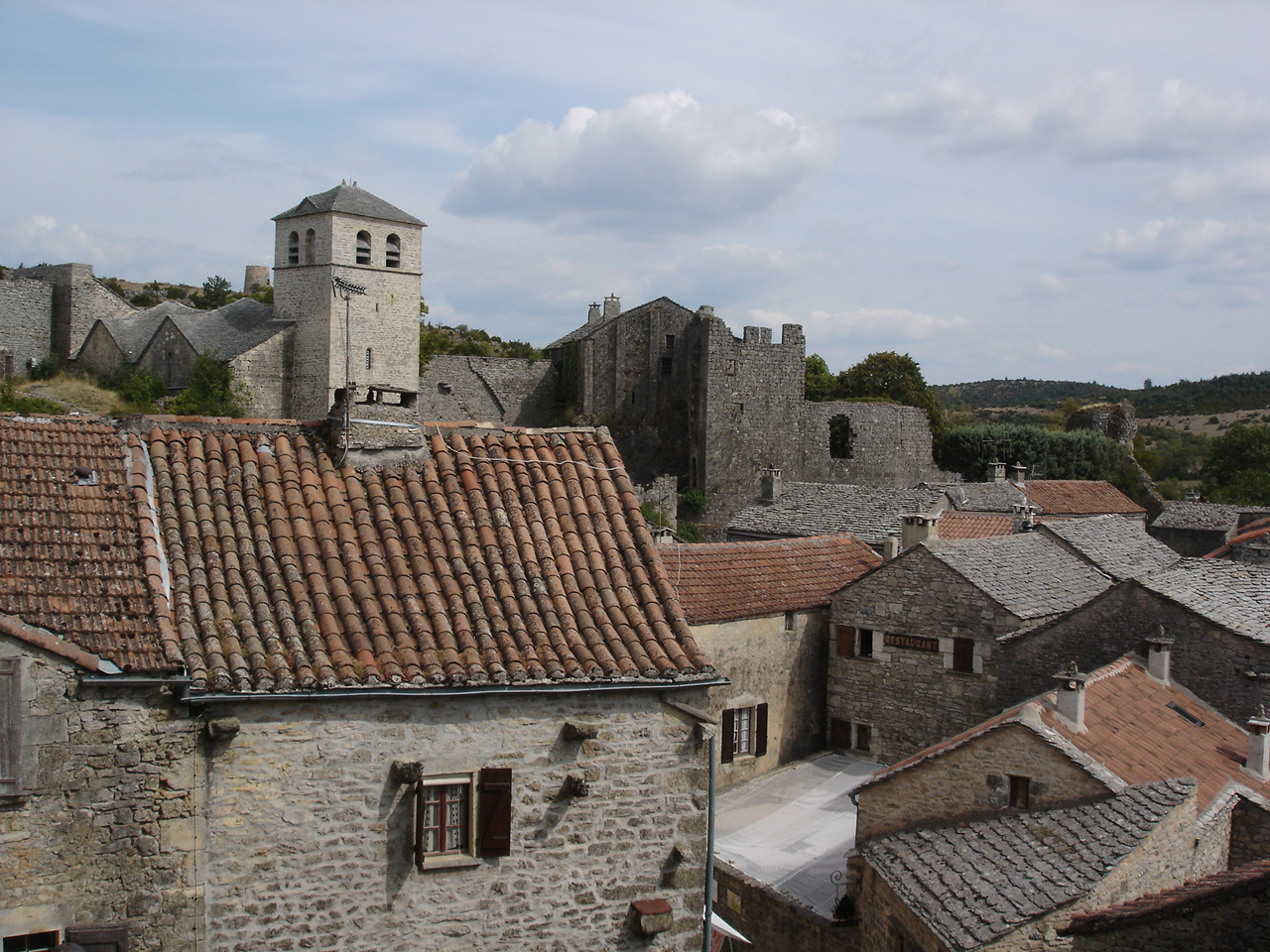
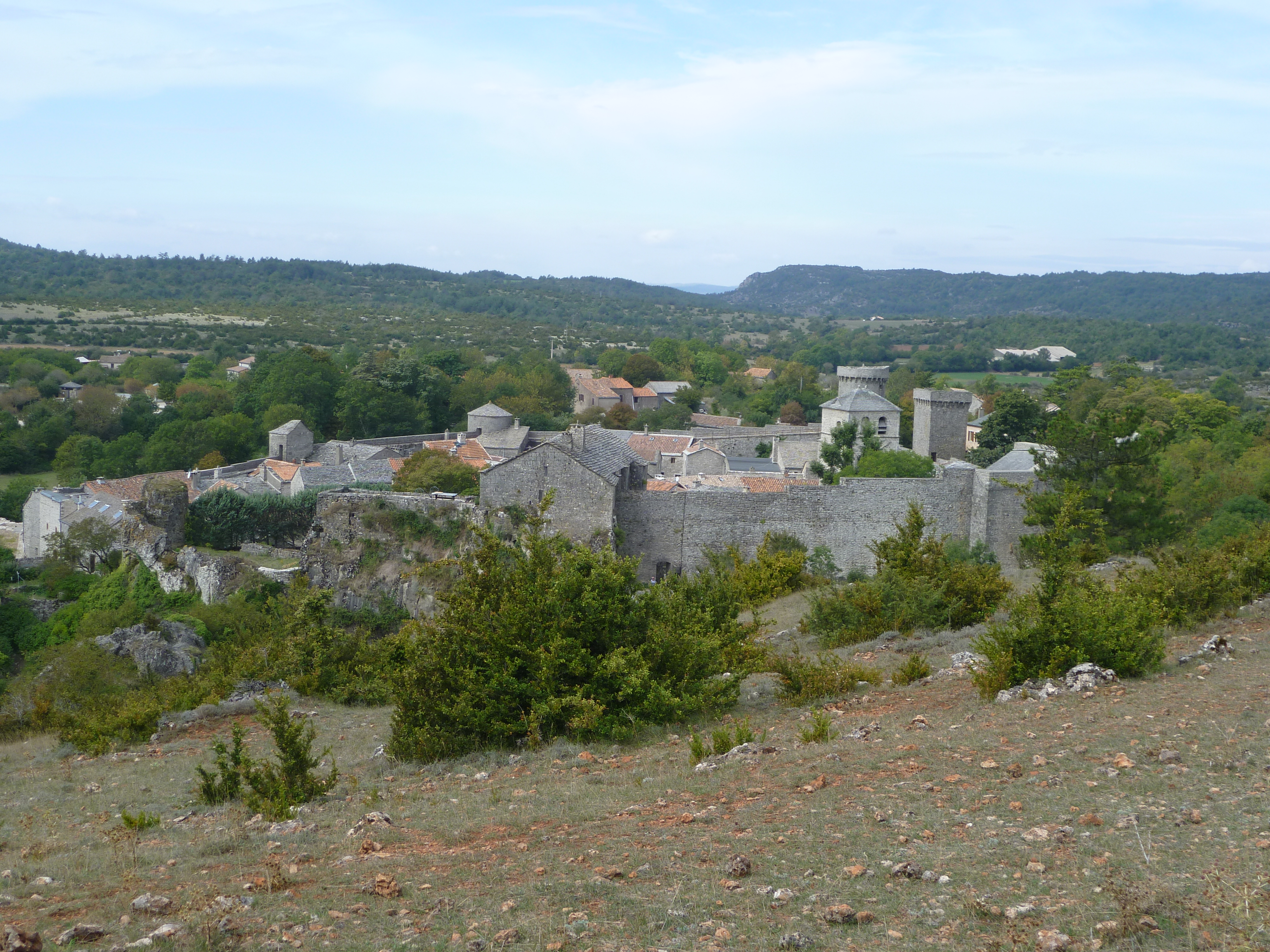
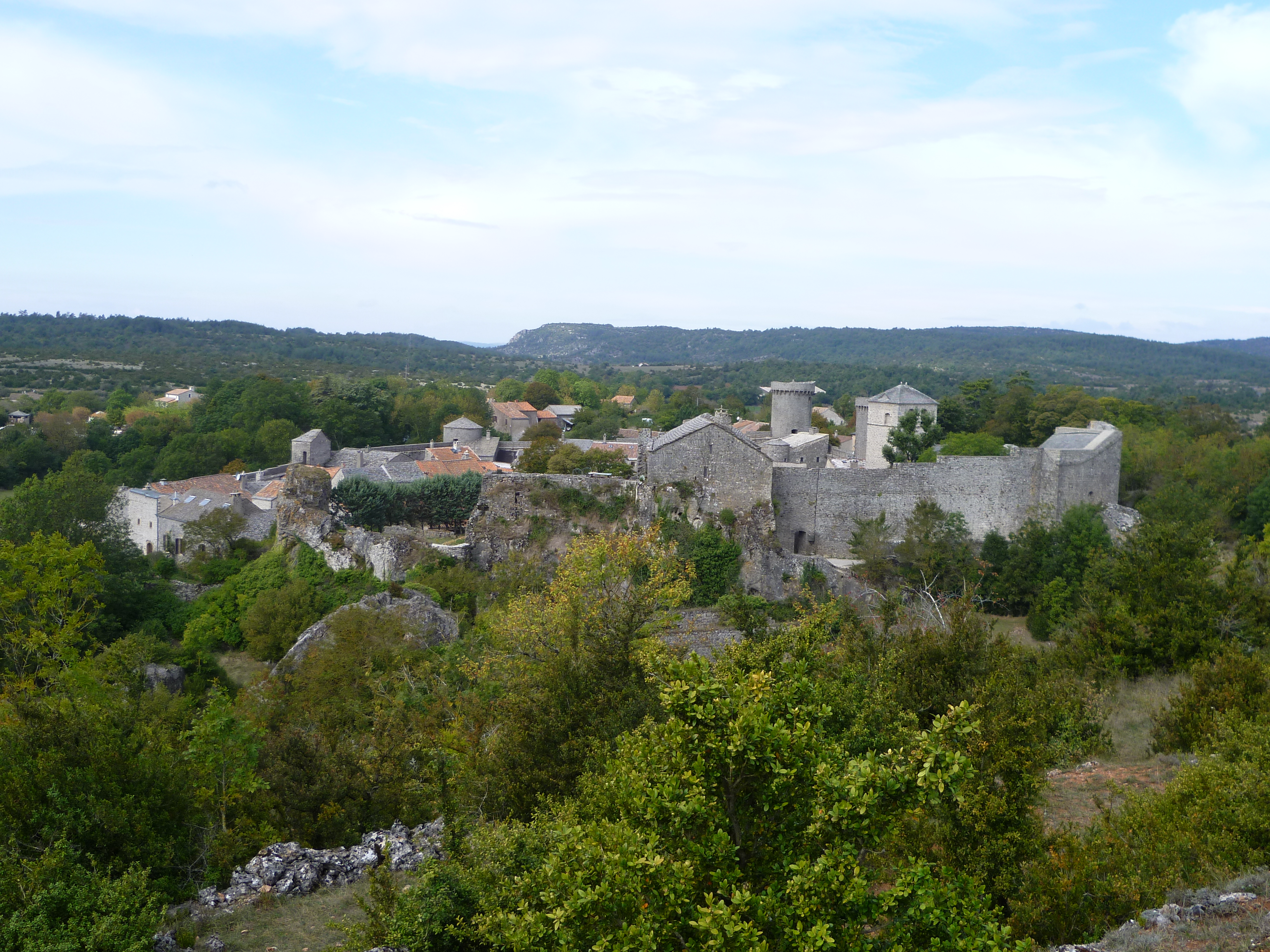